# Adolf Laudon
Adolf Laudon (13 de dezembro de 1912 - 22 de novembro de 1984) foi um futebolista austríaco, medalhista olímpico.

## Carreira
Adolf Laudon fez parte do elenco medalha de prata, nos Jogos Olímpicos de 1936.

## Ligações Externas
- Perfil em Databaseolympics